# 新世紀ネタキング決定戦
新世紀ネタキング決定戦（しんせいきネタキングけっていせん）は、TOKYO MXで木曜日24:00 - 24:30に放送されていたバラエティ番組。

## 概要
放送期間は2010年10月7日 - 2011年3月31日。司会は恵俊彰。ゲストパネラーは3人いるが、ラリー遠田のみレギュラー出演。（他2人は月替わりの出演。）
毎回4組のお笑い芸人がネタを披露。放送終了後に視聴者投票を行い、得票数の多い組が月間チャンピオン「ネタキング」となる。 
4週目はプレミアムライブと題してネタを披露する機会の少なくなった芸人のネタを放送する。
2011年3月17日放送分は各月のネタキングのネタを放送。24日・31日はグランドチャンピオン大会と題して、ネタキング5組が2本ネタを披露。ゲストパネラー（鶴澤寛也、江川達也、カキウチユウコ、ラリー遠田、岩崎夏海）が各10ポイント、観客50人が各1ポイントを投票。得票数が多かったトップリードが初代ネタキングとなった。

## 出演芸人
月刊チャンピオンは太字で表示。

### 2010年
- 10月7日 - 鬼ヶ島、ザ・ゴールデンゴールデン、瞬間メタル、ホーム・チーム
- 10月14日 - エルシャラカーニ、おかもとまり、パンダユナイテッド、やまもとまさみ
- 10月21日 - 今泉、火災報知器、ビーグル38、ピーナッツパン
- 10月28日 - インスタントジョンソン、ザブングル
- 11月4日 - いけだてつや、ケチン・ダ・コチン、西村深村、ヒカリゴケ
- 11月11日 - かもめんたる、コア、ツィンテル、トップリード
- 11月18日 - あきげん、あばれる君、しんのすけとシャン、星野卓也
- 11月25日 - 禅、Wエンジン、鳥居みゆき
- 12月2日 - アルコ&ピース、いまぶーむ、こばやしけん太、パラシュート部隊
- 12月9日 - 我人祥太、THE石原、ザ・ゴリラバンド、ダーリンハニー
- 12月16日 - 三拍子、スナッキーマガジン、ぼれろ、ゆってぃ
- 12月23日 - アンガールズ、デンジャラス、ラバーガール

### 2011年
- 1月6日 - エレファントジョン、サンシャイン池崎、長江もみ、髭男爵
- 1月13日 - あめん、笑撃戦隊、みょーちゃん、ムートン
- 1月20日 - ダンディ坂野、飛石連休、ペパーミントの風に吹かれて、ゆりありく
- 1月27日 - 神奈月、松村邦洋、山本高広
- 2月3日 - satomi、新宿カウボーイ、風藤松原、マシンガンズ
- 2月10日 - 赤いプルトニウム、EE男、くらげライダー、サイクロンZ
- 2月17日 - ジグザグジギー、タイガー福田、田上よしえ、ピーマンズスタンダード
- 2月24日 - アメリカザリガニ、アントキの猪木、ヒロシ、マギー審司
- 3月3日 - ウイングマン、カズレーザー、小林アナ、たかはしくん、竹内兄妹、タチバナヤナギ屋、チル弁天、ばくれつパンダ、火縄銃、ぷち観音、ぽ〜くちょっぷ、マービンJr.、ユニバーサルボンボン、わらふぢなるお、雷鳥
- 3月10日 -  ウエストランド、池田遼、カントリーズ、ギャルズ、ぐりんぴーす、ツインタワー、ドリーマーズ、日本エレキテル連合、ネオシン、プリマ・リエ、マリア、マローナ、マンTENブラザーズ、Men'sクラウン、モラリスト
- 3月17日、24日、31日 - 瞬間メタル、トップリード、三拍子、ムートン、タイガー福田